# Далай-лама IX
Лунгтог Г'яцо, повне ім'я Лобзанг Тенпай Вангчук Лунгтог Г'яцо (1 грудня 1805 — 6 березня 1815) — дев'ятий Далай-лама Тибету. Єдиний Далай-лама, що помер в дитинстві, і один з чотирьох Далай-лам, що померли до досягнення 22-річного віку.

## Біографія

### Дитинство
Лунгтог Г'яцо народився 1 грудня 1805 року неподалік від монастиря Дан Чохор (або Денчокор) в області Кхам. Одні джерела повідомляють, що він був сиротою, але інші наводять імена його батьків: Тендзін Чокйонг і Дондруб Долма . Як один з кандидатів на титул Далай-лами, хлопчик в ранньому дитинстві був доставлений в монастир Гангтенг неподалік Лхаси. Там його екзаменували тибетські чиновники, в тому числі і представники пекінської династії Цін. Він був фаворитом оточення восьмого Далай-лами. Врешті-решт його обрано панчен-ламою Палден Тенпай Н'їмою, який в 1808 році виконав церемонію постригу і дав йому ім'я Лобзанг Тенпай Вангчук Лунгтог Г'яцо .

### Життя Далай-лами
У 1807 році він був визнаний реінкарнацією Восьмого Далай-лами і з великими почестями перепроваджений в Лхасу. У 1810 році возведений на престол в палаці Потала. У тому ж році помер його літній регент Ta-таск Нга-Ван Гон-бо. І на місце регента був призначений Де-мо Туль-ку Нга-ван Ло-цзан Туб-тен Джиг-ми Гія-цо (помер в 1819) .
Англійський дослідник Томас Меннінг, який досяг Лхаси в 1812 році, описав свою зустріч з дев'ятим Далай-ламою, якому тоді було сім років: «Красиве і цікаве обличчя лами поглинуло всю мою увагу. У нього були прості, невимушені манери добре освіченої дворянської дитини. Його обличчя мені здавалося хвилююче красивим. У нього був веселий і життєрадісний характер. Я був настільки зворушений цим інтерв'ю з ним, що готовий був розплакатися від дивного відчуття» .
У 1815 році дев'ятирічний Далай-лама застудився на щорічному молитовному фестивалі Монлам. Він помер 6 березня 1815 . Його тіло було встановлено в золотий релікварій в палаці Потала, під назвою Сердунг Сасум Нгонга.